# Championnats d'Europe de patinage de vitesse sur piste courte 2019
Navigation
Édition précédente Édition suivante
Les Championnats d'Europe de patinage de vitesse sur piste courte 2019 se déroulent à Dordrecht (Pays-Bas), du 11 au 13 janvier 2019.

## Podiums

### Hommes
| Épreuves        | Or                                                               | Argent                                                                | Bronze                                                                      |
| --------------- | ---------------------------------------------------------------- | --------------------------------------------------------------------- | --------------------------------------------------------------------------- |
| 500 m           | Shaoang Liu                                                      | Shaolin Sándor Liu                                                    | Pavel Sitnikov                                                              |
| 1 000 m         | Semen Elistratov                                                 | Shaolin Sándor Liu                                                    | Denis Aïrapetian                                                            |
| 1 500 m         | Shaolin Sándor Liu                                               | Shaoang Liu                                                           | Semen Elistratov                                                            |
| 3 000 m         | Yuri Confortola                                                  | Vladislav Bykanov                                                     | Shaoang Liu                                                                 |
| 5 000 m relais  | Hongrie Shaolin Sándor Liu Shaoang Liu Csaba Burjan Cole Krueger | Pays-Bas Daan Breeuwsma Jasper Brunsmann Dennis Visser Itzhak de Laat | Russie Denis Aïrapetian Semen Elistratov Alexander Shulginov Pavel Sitnikov |
| Toutes épreuves | Shaolin Sándor Liu                                               | Shaoang Liu                                                           | Semen Elistratov                                                            |

### Femmes
| Épreuves        | Or                                                                           | Argent                                                                                | Bronze                                                           |
| --------------- | ---------------------------------------------------------------------------- | ------------------------------------------------------------------------------------- | ---------------------------------------------------------------- |
| 500 m           | Natalia Maliszewska                                                          | Martina Valcepina                                                                     | Lara van Ruijven                                                 |
| 1 000 m         | Sofia Prosvirnova                                                            | Tifany Huot-Marchand                                                                  | Elise Christie                                                   |
| 1 500 m         | Suzanne Schulting                                                            | Elise Christie                                                                        | Sofia Prosvirnova                                                |
| 3 000 m         | Suzanne Schulting                                                            | Hanne Desmet                                                                          | Elise Christie                                                   |
| 3 000 m relais  | Pays-Bas Suzanne Schulting Lara van Ruijven Yara van Kerkhof Rianne de Vries | Russie Sofia Prosvirnova Ekaterina Konstantinova Ekaterina Efremenkova Emina Malagich | Hongrie Sára Bácskai Petra Jaszapati Marta Knoch Barbara Somogyi |
| Toutes épreuves | Suzanne Schulting                                                            | Sofia Prosvirnova                                                                     | Elise Christie                                                   |

## Tableau des médailles
| Rang | Nation      | Or | Argent | Bronze | Total |
| ---- | ----------- | -- | ------ | ------ | ----- |
| 1    | Hongrie     | 3  | 3      | 1      | 7     |
| 2    | Russie      | 2  | 1      | 5      | 8     |
| 3    | Pays-Bas    | 2  | 1      | 1      | 4     |
| 4    | Pologne     | 1  | 0      | 0      | 1     |
| 5    | Royaume-Uni | 0  | 1      | 1      | 2     |
| 6    | Italie      | 0  | 1      | 0      | 1     |
| 6    | France      | 0  | 1      | 0      | 1     |
| 6    | Israël      | 0  | 1      | 0      | 1     |